# Будущее (роман)
«Бу́дущее» — научно-фантастический роман Дмитрия Глуховского, вышедший 1 сентября 2013 года. Действие книги происходит в утопическом мире бессмертных людей, однако и сам писатель, и журналисты определяют «Будущее» как антиутопию.

## Сюжет
Действие романа происходит в Европе XXV века, спустя триста лет после изобретения «вакцины» — полученного с помощью генной инженерии препарата, способного остановить процесс старения; цена этого — отказ от детей на личном и государственном уровне. Возможность вечной жизни создала новый образ мышления, полностью сменив современную культуру и психологию. Главный герой романа, штурмовик Ян — солдат, один из Бессмертных, специально выращенных для управления численностью населения. По приказу Эриха Шрейера, одного из руководителей правящей Партии Бессмертия, он должен устранить террориста и идеолога вражеской Партии Жизни — Хесуса Рокамору.
Вот что сказал сам Глуховский:

На самом деле, человечество стоит на пороге бессмертия. Опыты генетиков на лабораторных животных уже сегодня дают удивительные результаты. Наше с вами поколение, думаю, будет последним, которому придется в обязательном порядке состариться и умереть. Разве не обидно? Всё, что нам остаётся — попытаться вообразить себе тот мир, который мы так никогда и не увидим, попытаться представить себе, как изменится человек после главнейшего научного открытия за всю историю.

## История
Первая информация о книге появилась в мае 2012 года в социальной сети ВКонтакте, а 28 июня там же началась публикация отрывков из романа. С 24 июня 2013 года «Будущее» выходит не отрывками, а полноценными главами, дополненными иллюстрациями Сергея Крицкого и Антона Гречко и музыкой Николая Кривина. До выхода романа в свет были опубликованы десять глав из тридцати, однако Дмитрий Глуховский пообещал, что пользователи ВКонтакте в конечном итоге смогут прочитать весь роман целиком. Несколько иностранных издательств купили права на перевод «Будущего» ещё до завершения работы над ним.